# العلاقات الفانواتية الكندية
العلاقات الفانواتية الكندية هي العلاقات الثنائية التي تجمع بين فانواتو وكندا.

## مقارنة بين البلدين
هذه مقارنة عامة ومرجعية للدولتين:
| وجه المقارنة                                              | فانواتو                                  | كندا                     |
| --------------------------------------------------------- | ---------------------------------------- | ------------------------ |
| المساحة (كم2)                                             | 12.19 ألف                                | 9.98 مليون               |
| عدد السكان (نسمة)                                         | 276.24 ألف                               | 35.70 مليون              |
| الكثافة السكانية (ن./كم²)                                 | 22.66                                    | 3.58                     |
| العاصمة                                                   | بورت فيلا                                | أوتاوا                   |
| اللغة الرسمية                                             | اللغة البسلاما، لغة فرنسية، لغة إنجليزية | لغة إنجليزية، لغة فرنسية |
| العملة                                                    | فاتو فانواتي                             | دولار كندي               |
| الناتج المحلي الإجمالي (بليون دولار)                      | 862.88 مليون                             | 1.65 تريليون             |
| الناتج المحلي الإجمالي (تعادل القوة الشرائية) بليون دولار | 790.76 مليون                             | 1.59 تريليون             |
| الناتج المحلي الإجمالي الاسمي للفرد دولار أمريكي          | 2.81 ألف                                 | 43.25 ألف                |
| الناتج المحلي الإجمالي للفرد دولار أمريكي                 | 3.03 ألف                                 | 45.07 ألف                |
| مؤشر التنمية البشرية                                      | 0.594                                    | 0.913                    |
| رمز المكالمات الدولي                                      | +678                                     | +1                       |
| رمز الإنترنت                                              | .vu                                      | .ca                      |
| المنطقة الزمنية                                           | ت ع م+11:00                              |                          |

## منظمات دولية مشتركة
يشترك البلدان في عضوية مجموعة من المنظمات الدولية، منها:
| علم المنظمة | اسم المنظمة                        | تاريخ انضمام فانواتو | تاريخ انضمام كندا |
| ----------- | ---------------------------------- | -------------------- | ----------------- |
|             | مؤسسة التنمية الدولية              | 28 سبتمبر 1981       | 24 سبتمبر 1960    |
|             | منظمة التجارة العالمية             | ?                    | ?                 |
|             | المنظمة الهيدروغرافية الدولية      | ?                    | ?                 |
|             | مؤسسة التمويل الدولية              | 28 سبتمبر 1981       | 20 يوليو 1956     |
|             | منظمة حظر الأسلحة الكيميائية       | ?                    | ?                 |
|             | الأمم المتحدة                      | 15 سبتمبر 1981       | 9 نوفمبر 1945     |
|             | الاتحاد الدولي للاتصالات           | 30 مارس 1988         | 1 يوليو 1908      |
|             | البنك الدولي للإنشاء والتعمير      | 28 سبتمبر 1981       | 27 ديسمبر 1945    |
|             | الاتحاد البريدي العالمي            | ?                    | ?                 |
|             | وكالة ضمان الاستثمار متعدد الأطراف | 27 يوليو 1988        | 12 أبريل 1988     |
|             | بنك التنمية الآسيوي                | 1981                 | 1966              |
|             | يونسكو                             | 10 فبراير 1994       | 4 نوفمبر 1946     |
|             | دول الكومنولث                      | ?                    | ?                 |

## وصلات خارجية
- موقع وزارة الخارجية الكندية